# Turandot (Brecht)
Turandot o il congresso degli imbianchini è una commedia del drammaturgo modernista tedesco Bertolt Brecht.

## Storia
Fu scritta durante l'estate del 1953 a Buckow, in Brandeburgo, e sostanzialmente rivisto alla luce di un breve periodo di prove nel 1954. Ancora incompleto al momento della morte di Brecht, nel 1956, non ricevette la sua prima produzione se non diversi anni più tardi. Debuttò infine il 5 febbraio 1969 alla Schauspielhaus di Zurigo, con una produzione diretta da Benno Besson e Horst Sagert e musicata da Yehoshua Lakner.

## Trama
La storia è vagamente ispirata al testo teatrale Turandot (1762) del conte e drammaturgo Carlo Gozzi, di cui Brecht vide una produzione a Mosca nel 1932, diretta da Yevgeny Vakhtangov. Dal 1930 in poi, Brecht iniziò a sviluppare una sua versione, che divenne parte di un suo più ampio complesso di progetti che voleva esplorare il ruolo degli intellettuali in una società capitalista.  Il protagonista di Brecht è rozzo e privo del fascino proveniente dal ritratto di Gozzi e dell'aspirazione alla nobiltà nell'adattamento di Schiller dell'opera stessa (1801). 